# مئامشلان
شهر مئامشلان (به فرانسوی: Maasmechelen) در شهرستان تنژران  در استان لمبورگ  در منطقه فلاندری در کشور بلژیک واقع شده‌است.